# Sam Giancana
Samuel Mooney Giancana (24 de mayo de 1908 - 19 de junio de 1975), fue un mafioso estadounidense y jefe de Outfit de Chicago de 1957 a 1966.
Giancana nació en Chicago de padres inmigrantes italianos. Se unió a la "Banda de los 42" cuando era adolescente, desarrollando una reputación en el crimen organizado ganando la atención de los líderes del Outfit de Chicago, al que se unió a finales de la década de 1930. Desde la década de 1940 hasta la de 1950 controló el juego ilegal, la distribución ilegal de licores y el fraude político en Luisiana. A principios de la década de 1940, Giancana participó en el sistema de pago de lotería afroamericana de Chicago para el Outfit. En 1957 Giancana se convertiría en el jefe del Outfit de Chicago.
Según algunas fuentes Giancana y la mafia estuvieron involucrados en la victoria de John F. Kennedy en las elecciones presidenciales de 1960. Durante la década de 1960 fue reclutado por la Agencia Central de Inteligencia (CIA) en un complot para asesinar al líder cubano Fidel Castro. Numerosos historiadores y analistas consideran a Giancana, junto con los líderes de la mafia Santo Trafficante Jr. y Carlos Marcello, relacionados con el asesinato de Kennedy. En 1965 Giancana fue condenado por desacato a la corte, cumpliendo un año de prisión. Después de su liberación, Giancana huyó a Cuernavaca, México. En 1974 fue deportado a los Estados Unidos, regresando a Chicago. Giancana fue asesinado el 19 de junio de 1975 en Oak Park, Illinois.

## Primeros años
Giancana nació el 24 de mayo de 1908 en el barrio The Patch de Chicago, hijo de Antonio Giangana y Antonia DeSimmona, inmigrantes italianos de Castelvetrano, Sicilia, Italia. Su padre emigró en 1905 y su madre en 1906,  y tuvo siete hermanos. Antonia murió en 1910 y su padre se casó con Mary Leonardi. El 23 de septiembre de 1933 Giancana se casó con Angeline DeTolve, hija de inmigrantes de la región italiana de Basilicata. Tuvieron tres hijas, Antoinette nacida en 1935, Bonnie nacida en 1938 y Francine nacida en 1945. Angeline murió el 23 de abril de 1954, dejándolo a él para criar a sus hijas.

## Comienzos de su carrera criminal
Giancana se unió a la Banda de los 42, un grupo callejero juvenil que trabaja para el jefe político Joseph Esposito. (El nombre de la Banda de los 42 era una referencia a Alí Babá y los cuarenta ladrones. Pensaban que eran uno más, por lo tanto, 42) Giancana pronto desarrolló una reputación como  excelente conductor de escapada, una gran fuente de ingresos y un asesino despiadado. Después del asesinato de Esposito, en el que supuestamente estuvo involucrado Giancana, la Banda de los 42 se transformó en una extensión de facto del Outfit de Chicago. El Outfit inicialmente desconfiaba de los 42, creyéndolos demasiado salvajes, pero la reputación de Giancana le ganó la atención de los líderes del Outfit como Frank Nitti Paul Ricca y Tony Accardo. Fue arrestado por primera vez en 1925 por robo de automóvil. Pronto se destacó como pistolero, y a la edad de 20 años había sido el principal sujeto de tres investigaciones de asesinato, pero nunca fue juzgado por ninguna de ellas. En 1929 Giancana fue condenado por robo y hurto, y sentenciado a entre uno y cinco años en el Centro Correccional de Joliet. Fue puesto en libertad en 1932, después de cumplir tres años y nueve meses.
A finales de la década de 1930 Giancana se convirtió en el primer miembro de la Banda de los 42 en unirse al Outfit de Chicago. Desde principios de la década de 1940 hasta la de 1950 controló la mayoría de los juegos de azar ilegales, la distribución ilegal de licores y muchos otros fraudes políticos en Luisiana a través de su viejo amigo H. A. (Hol) Killian. Killian controlaba la mayoría de la emisión de licencias de licores por parte de sus asociaciones con el socio comercial de Nueva Orleans, Carlos Marcello. En 1939 Giancana fue condenado por contrabando y sentenciado a cuatro años en la Prisión Leavenworth y el Complejo Correccional Federal Terre Haute.

## Ascenso al poder
Después de su liberación de la prisión en 1942 Giancana se hizo un nombre al convencer a Accardo, entonces el subjefe del Outfit, de que se hiciera cargo del sistema de pago de los "números" (lotería) afroamericana de Chicago para el Outfit. Se cree que la banda de Giancana fue responsable de convencer a Eddie Jones de que dejara su negocio y abandonase el país y también fue responsable del asesinato el 4 de agosto de 1952 del jefe del juego afroamericano Theodore Roe. Tanto Jones como Roe eran los principales jefes de juego de South Side. Roe se había negado a ceder el control de su negocio como exigía el Outfit y, el 19 de junio de 1951, Roe disparó fatalmente a Leonard "Fat Lennie" Caifano, un "hombre hecho" (mafioso) de la banda de Giancana.
La adquisición de los "números" del South Side por el Outfit no se completó hasta que otro miembro del Outfit, Jackie Cerone, atemorizó a "Big Jim" Martin con dos balas en la cabeza que no lo mataron. Cuando el dinero de la lotería comenzó a llegar a Outfit después de esta guerra por el juego, la cantidad que éste produjo para el Outfit era de millones de dólares al año y puso la atención sobre Giancana. Se cree que fue un factor importante en su "unción" como nuevo jefe del Outfit en 1957. Accardo se unió a Ricca en semi-retiro, convirtiéndose en consigliere (consejero) del Outfit. Sin embargo, en general, se entendió que Accardo y Ricca todavía tenían el poder real. Era necesario que Giancana consultara a Accardo y Ricca sobre todos los asuntos importantes del Outfit.
Giancana estuvo presente en la "reunión de Apalachin" de la mafia en 1957 en la finca de Joseph Barbara en el norte del estado de Nueva York. Más tarde el jefe del crimen de Buffalo, Stefano Magaddino, y Giancana fueron oídos en una escucha telefónica diciendo que la reunión debería haberse celebrado en el área de Chicago. Giancana afirmó que el área de Chicago era "el lugar más seguro del mundo" para una reunión importante del hampa  porque tenía varios jefes de policía en su nómina. Si el sindicato alguna vez quisiera celebrar una reunión en Chicago o sus alrededores, dijo Giancana, no tendrían nada que temer porque tenían el área "bien cerrada".
Algunos periodistas afirmaron que Giancana y su sindicato criminal de Chicago "jugaron un papel" en la victoria de John F. Kennedy en las elecciones presidenciales de 1960.
Hyman Larner era un socio de Giancana que ayudó a expandir las operaciones de juego y contrabando del Outfit a Panamá e Irán, trasladando la sede de la organización de Miami a Panamá, donde los bancos locales facilitaban el lavado de dinero. Estas operaciones se llevaron a cabo como una asociación entre la mafia y la CIA. Para 1966 esta asociación se había convertido en contrabando de armas hacia Oriente Medio para el Mossad israelí, a través de Panamá.  Richard Cain, un policía corrupto, también hizo "viajes frecuentes" hacia y desde México como mensajero y asesor financiero de Giancana.

## Conexiones con la CIA
Es ampliamente reconocido y fue parcialmente corroborado por las audiencias del Comité Church que durante la administración Kennedy, la CIA reclutó a Giancana y otros mafiosos para asesinar a Fidel Castro. Según los informes, Giancana dijo que la CIA y la Cosa Nostra eran "caras diferentes de la misma moneda".
Judith Exner afirmó ser la amante de Giancana y John F. Kennedy, y que entregó comunicaciones entre ellos sobre Castro. La hija de Giancana, Antonieta, declaró que su padre estaba realizando una estafa para embolsarse millones de dólares de la CIA.
Documentos publicados durante 1997 revelaron que algunos mafiosos trabajaron con la CIA en intentos de asesinato de Castro. Los documentos de la CIA publicados durante 2007 confirmaron que durante septiembre de 1960 la CIA reclutó al exagente del FBI Robert Maheu para reunirse con el representante de la mafia de Chicago en la costa oeste, Johnny Roselli. Cuando Maheu contactó a Roselli, le ocultó que había sido enviado  por la CIA, y en cambio se presentó a sí mismo como defensor de las corporaciones internacionales en Cuba. Ofreció 150.000 dólares por matar a Castro, pero Roselli rechazó cualquier pago. Roselli le presentó a Maheu a dos hombres a los que llamó Sam Gold y Joe. "Sam Gold" era Giancana y "Joe" era Santo Trafficante Jr., el jefe del sindicato de Tampa y uno de los mafiosos más poderosos de la Cuba anterior a la revolución. Glenn Kessler, de The Washington Post, explicó: "Después de que Fidel Castro liderara una revolución que derrocó al gobierno de Fulgencio Batista en 1959, la CIA estaba desesperada por eliminar a Castro. Por lo tanto, la agencia buscó un socio igualmente preocupado por Castro, la mafia, que tenía lucrativas inversiones en los casinos cubanos ".
Según los documentos desclasificados de la CIA "Joyas de la familia", Giancana y Trafficante fueron contactados en septiembre de 1960 sobre la posibilidad de un intento de asesinato por parte de Maheu después de que este se hubiera comunicado con Roselli, un miembro de la mafia en Las Vegas y el número dos de Giancana. Maheu se había presentado como representante de las numerosas empresas internacionales en Cuba que Castro había expropiado. Ofreció 150.000 dólares para la "remoción" de Castro a través de esta operación (los documentos sugieren que ni Roselli, Giancana o Trafficante aceptaron ningún pago por el trabajo). Giancana sugirió usar píldoras venenosas para dosificar en la comida y bebida de Castro. La CIA le dio estas píldoras al cómplice de Giancana, Juan Orta, a quien Giancana presentó como un funcionario corrupto en el nuevo gobierno cubano y que tenía acceso a Castro. Después de seis intentos de introducir el veneno en la comida de Castro, Orta exigió abruptamente ser relevado de la misión, dando el trabajo a otro participante no identificado. Más tarde, Giancana y Trafficante hicieron un segundo intento con Anthony Verona, el comandante de la Junta de exiliados cubanos, quien, según Trafficante, estaba "descontento con el aparente progreso ineficaz de la Junta". Verona solicitó 10,000 dólares en gastos y 1,000 en equipos de comunicaciones. Se desconoce cuánto trabajo se realizó para el segundo intento, ya que todo el programa se canceló poco después debido a la invasión de Bahía de Cochinos en abril de 1961.
Según las "Joyas de la familia", Giancana le pidió a Maheu que pusiera micrófonos en la habitación de su entonces amante Phyllis McGuire, cantante de The McGuire Sisters, de quien sospechaba que tenía una aventura con el comediante Dan Rowan. Aunque los documentos sugieren que Maheu accedió, el dispositivo no se instaló debido al arresto del agente encargado de hacerlo. Según los documentos, Robert F. Kennedy prohibió el enjuiciamiento del agente y de Maheu, que pronto fue vinculado al asunto, a pedido de la CIA. Giancana y McGuire, que tuvieron una aventura duradera, fueron presentados originalmente por Frank Sinatra. Según Antoinette Giancana, durante parte de la relación, McGuire tuvo un romance simultáneo con el presidente Kennedy.

## Hundimiento
Cuando Giancana fue llamado ante un gran jurado el 1 de junio de 1965, permaneció en silencio a pesar de que se le otorgó inmunidad, lo que resultó en su encarcelamiento por desacato durante más de un año, la duración del gran jurado. Mientras tanto Giancana fue depuesto como jefe operativo por Ricca y Accardo, y reemplazado por Joseph Aiuppa.
Después de su salida de la prisión en 1966, Giancana huyó a Cuernavaca, México, para evitar nuevos interrogatorios del gran jurado. Fue arrestado por las autoridades mexicanas el 19 de julio de 1974 y deportado a los Estados Unidos. Regresó a Chicago el 21 de julio de 1974. 

## Muerte
Después del regreso de Giancana a los Estados Unidos, la policía puso bajo vigilancia su casa en Oak Park, Illinois, pero en la noche del 19 de junio de 1975, poco antes de que se presentara ante el Comité Church, que estaba investigando a la CIA y la colusión con la Cosa Nostra, un hombre armado entró en su casa a través del sótano y disparó a Giancana en la cabeza y el cuello siete veces con una pistola del calibre 22. Alrededor de las 11 de la noche Joseph DiPersio, el cuidador de Giancana, encontró su cuerpo en el piso de la cocina del sótano donde se dice que estaba friendo salchichas y pimientos. Una semana antes de su muerte Giancana se sometió a una cirugía de vesícula biliar en Houston. Giancana fue enterrado junto a su esposa, Angeline, en un mausoleo familiar en el cementerio Mount Carmel, en Hillside, Illinois.
A los pocos días del asesinato de Giancana, el capo del Outfit de Chicago, Salvatore Bastone, le dijo a Michael J. Corbitt, jefe de policía de Willow Springs, Illinois, y mafioso asociado, que "Sam estaba seguro de que amaba a ese pequeño de Oak Park... Tony Spilotro". Sí, estaba loco por él. Sam puso a Tony en el mapa, pensó que algún día sería un gran hombre. ¿Sabías que después de que Marshall Caifano se fue de Las Vegas, era Sam quien quería a Tony Spilotro? Incluso últimamente, con todos los problemas con el desfalco y todo eso, Sam siempre estuvo detrás del chico. Tony estaba en la casa de Sam todo el tiempo. Vivía justo al lado. ¿Sabías que Tony incluso descubrió una forma de entrar por la parte de atrás de la casa de Sam sin que nadie lo viera? Atravesaría los patios de otras personas, pasaría vallas, todo tipo de mierda ". Cuando Corbitt preguntó por la razón del asesinato, Bastone bromeó: "Nunca hay una sola razón para una mierda como la que le pasó a Sam. Hay un millón. Digamos que Sam debería haber recordado lo que le pasó a Bugsy Siegel".

## Teoría alternativa
Aunque su socio Dominic "Butch" Blasi estuvo con Giancana la noche del asesinato y fue interrogado por la policía como sospechoso, ni el FBI ni Antoinette Giancana lo consideran el asesino de Giancana. Hitman Nicholas Calabrese le dijo al FBI durante la década de 2000 que sabía que Tony Accardo tuvo parte en el asesinato y Angelo LaPietra se deshizo del arma que usaba con un silenciador fabricado por Frank Calabrese Sr. y Ronnie Jarret.
Otra teoría es que Santo Trafficante Jr. ordenó el asesinato de Giancana por temor a que testificara sobre la participación de la mafia en los complots de la CIA para matar a Castro y su posible participación en el asesinato del presidente Kennedy. Aunque Trafficante hubiera necesitado permiso de los jefes del Outfit, Accardo y Joseph Aiuppa, el asesinato de Giancana coincidió con el descubrimiento de los restos en descomposición de Johnny Roselli en un bidón de petróleo flotando en Miami; le habían disparado y cortado antes de ser arrojado al mar. Se sospechó que el asesinato se había cometido por orden de Trafficante.
Así mismo, la muerte de Giancanna también coincidió con la desaparición del líder sindical Jimmy Hoffa, ocurrido 45 días después, dada la relación de negocios que ambos mantuvieron años atrás, así como la posible posible participación de ambos en el asesinato de Kennedy. 
A pesar de los rumores de que la CIA pudo haber matado a Giancana debido a sus vínculos con la Agencia, el ex Director de la CIA William Colby dijo: "no tuvimos nada que ver con eso".

## En la cultura popular

### Cine
- Giancana desempeñó un papel importante en la película de J. X. Williams Peep Show (1965).
- La película de televisión Mafia Princess (1986) protagonizada por Tony Curtis como Giancana.
- Las imágenes de noticias de Giancana aparecen en la película JFK (1991).
- Carmine Caridi interpretó a Giancana en la película Ruby (1992).
- La película de HBO para televisión Sugartime (1995) describe la relación de Giancana con la cantante Phyllis McGuire, con Giancana interpretado por John Turturro.
- Robert Miranda interpretó a Giancana en la película de televisión The Rat Pack (1998).
- Peter Friedman interpretó a Giancana en la película Power and Beauty (2002).
- En la película El buen pastor (2006), el personaje de Joe Pesci, Joseph Palmi, era una mezcla de varios mafiosos, incluidos Giancana, Santo Trafficante Jr. y Carlos Marcello, que estuvieron involucrados en la operación Joyas de la familia de la CIA. El personaje de Matt Damon, Edward Wilson, es representado proponiendo que Palmi ayude a asesinar a Castro.
- Al Linea interpreta a Giancana en la película The Irishman (2019).

### Televisión
- Giancana aparece en el primer episodio de la serie documental Mafia's Greatest Hits, en el canal de televisión de la historia del Reino Unido Yesterday.[33]
- Rod Steiger interpretó a Giancana en la miniserie de televisión Sinatra (1992).
- Serge Houde retrata a Giancana como un importante enemigo de la familia Kennedy en la miniserie de televisión The Kennedys (2011).
- El personaje Mob Man (sin acreditar) del episodio de The X-Files "Musings of a Cigarette Smoking Man", que está presente en una reunión de planificación sobre el asesinato de JFK, probablemente esté basado en Giancana.
- Giancana es interpretado por Emmett Skilton en la miniserie de televisión de AMC en 8 capítulos The Making of the Mob: Chicago (2016).
- La imagen de Giancana se incluye en los créditos de apertura de la serie de televisión Starz Magic City (2012–13).
- Giancana es visto y referenciado en un casino de Las Vegas en la serie de televisión Timeless en el episodio Atomic City (2016).

### Literatura
- Giancana es un personaje importante en las novelas de Max Allan Collins Chicago Confidential y Road to Paradise.
- Giancana desempeña un papel importante en la ficción de James Ellroy, especialmente American Tabloid y sus secuelas The Cold Six Thousand y Blood's a Rover.
- Giancana es el tema de la biografía Mafia Princess, escrita por su hija Antoinette.
- Giancana es un personaje de las novelas del Rat Pack de Robert Randisi. [Cita requerida]
- Giancana es un personaje notable en la ficción histórica de 1991 de Norman Mailer, Harlot's Ghost.
- El libro Double Cross: The Explosive, Inside Story of the Mobster Who Controlled America cuenta la historia de la vida de Giancana. Escrito por su hermano Chuck Giancana y su ahijado y homónimo Sam Giancana, el libro incluye revelaciones sobre la muerte de JFK, Marilyn Monroe y RFK.[34]
- Giancana es mencionado en el libro narrativo de no ficción de Charles Brandt I Heard You Paint Houses (2004).
- El personaje ficticio Louie Russo en la novela de 2004 de Mark Winegardner The Godfather Returns puede estar basado en Giancana.
- El personaje ficticio "Sam" en la novela de Steve Peters y Kay Stephens The Outlaw Sandra Love (2013)[35] está basado en Giancana.

### Música
- El influyente rapero Kool G Rap dijo una vez que la "G" en su nombre significa Giancana. Kool G Rap lanzó un álbum llamado The Giancana Story (2002).
- Puede que se mencione a Giancana en la canción de Shyne Edge, en su segundo álbum, Godfather Buried Alive: "Fuck comma rap's, Sam Giancana", aunque a veces esto último se lee como "same G and canna".
- Giancana es mencionado en la canción Dope Money de The Lox. "Bring Drama 'cause Giancana got Kennedy Killed". Dope Money es la sexta canción del segundo álbum de The Lox, Ryde or Die Vol. 1).

## Otras lecturas
- Brashler, William (1977). The Don: The Life and Death of Sam Giancana. New York: Harper and Row. ISBN 0-06-010447-3.
- Cain, Michael J. (2007). The Tangled Web. New York: Skyhorse Publishing. ISBN 978-1-60239-044-7.
- Dark, Tony (2004). The FBI Files Sam Giancana. Chicago: H H Productions. ISBN 0-615-12720-7.
- Inserra, Vincent L. (2014). C-1 and the Chicago Mob. Xlibris. ISBN 978-1-4931-8278-7.
- Sifakis, Carl (1982). Encyclopedia of Crime. New York: Facts On File. ISBN 0-8160-5694-3.
- Talbot, David (2007). Brothers: The Hidden History of the Kennedy Years. Free Press. ISBN 0-7432-6918-7.
- Thompson, Nathan (2003). Kings: The True Story of Chicago's Policy Kings and Numbers Racketeers: an Informal History. The Bronzeville Press. ISBN 0-9724875-0-6.
- Zion, Sidney (1994). Loyalty and Betrayal: The Story of the American Mob. San Francisco: Collins Publishers. ISBN 0-00-638271-1.

- Datos: Q945576
- Multimedia: Sam Giancana / Q945576